# Natività (El Greco)
La Natività è un dipinto del pittore cretese El Greco realizzato tra il 1597-1603 durante il suo ultimo periodo tolediano e conservato nel Santuario di Nostra Signora della Carità a Illescas in Spagna.
El Greco, attraverso suo figlio, nel 1603, ottenne un contratto per realizzare quattro dipinti per la chiesa del vecchio ospedale della Carità di Illescas (Toledo).

## Descrizione e stile
Precede l'Adorazione dei pastori che El Greco aveva realizzato per la pala d'altare di Dona Maria de Aragón in questo caso la scena è semplificata in una nascita senza la presenza dei pastori. El Greco dipinge una scena tenebrosa interrotta solo dalla luce che emana dalla figura di Gesù Bambino. In questo modo, il pittore cerca di rappresentare che al momento della nascita di Gesù Cristo è quando il mondo conosce la luce divina e presenta il bambino come un centro di luce che guida l'umanità sulla sua strada verso la verità. Questa tela mostra anche scorci tipici del pittore, come l'intrusione originale della testa contorta del bue in primo piano sotto i piedi di Maria, che enfatizza ulteriormente l'idea che questi dipinti fossero fatti per essere visti dal basso.